# The Game of Life (album)
The Game of Life è il secondo album in studio del gruppo musicale statunitense Arsonists Get All the Girls, pubblicato nel 2007 dalla Century Media Records.

## Tracce
1. Business in the Front – 1:14
2. Save the Castle, Screw the Princess – 5:11
3. Mantipede – 1:17
4. Cuffed to Your Ankles – 4:18
5. Shoeshine for Neptune – 2:52
6. To Get Eaten by the Rats – 0:47
7. Tourtasia – 3:47
8. Claiming Middle Age a Decade Early – 3:05
9. Taiwanese Troft Trouble – 3:30
10. 13 Year Old Ruby – 3:48
11. Robando de los Muertos – 4:45
12. So You Think You Know About the Game of Life (Party in the Rear) – 3:53

## Formazione
- Remi Rodburg – voce, tastiera
- Cameron Reed – voce, tastiera
- Arthur Alvarez – chitarra
- Nick Cardinelli – chitarra
- Patrick Mason – basso
- Garin Rosen – batteria